# Dănuț Saulea
Dănuț Saulea (n. 20 februarie 1950) este un fost deputat român în legislatura 2000-2004, ales în județul Galați pe listele partidului PRM, fost ofițer cu gradul de colonel. În cadrul activității sale parlamentare, Dănuț Saulea a fost membru în grupurile parlamentare de prietenie cu Republica Federală Germania și Federația Rusă. 
În 2002 a fost implicat într-un scandal privind răspândirea unor informații false.
El a fost cercetat și i s-a ridicat imunitatea parlamentară, după ce a afirmat, într-o conferință de presă a PRM, că SPP a antrenat luptători HAMAS pe teritoriul României.
În 2008 a candidat pentru un post de parlamentar în București, însă PRM nu a trecut de pragul electoral.
În anul 2009 el a pretins zeci de mii de euro de la un răspopit, când lucra la Comisia de Apărare a Senatului.
La 19 august 2009, Saulea a fost arestat pentru corupție și a stat aproape 11 luni după gratii.

## Condamnare penală
Pe 1 martie 2013 a fost condamnat definitiv de Curtea Supremă de Justiție la trei ani de închisoare cu suspendare pentru trafic de influență.
În cadrul controversei, Dănuț Saulea  a fost acuzat de legături cu lumea interlopă.